# تولو (کلمبیا)
تولو (کلمبیا) (به اسپانیایی: Tolú) یک سکونتگاه مسکونی در کلمبیا است که در بخش سوکره واقع شده‌است.